# 永定河文化博物馆
39°56′36″N 116°05′49″E / 39.9432891°N 116.0968215°E
永定河文化博物馆，位于北京市门头沟区门头沟路8号，是北京市第一家流域文化综合博物馆，也是门头沟区的区级博物馆。

## 简介
永定河文化博物馆的前身是门头沟区博物馆，为北京市第一家区县级地志性综合博物馆。1982年9月筹建，1984年9月正式对外开放。馆址设在西峰寺下院即载滢的祭院内。2004年5月由西峰寺下院的原馆址迁到门头沟路8号的新馆。新馆占地面积5330平方米，建筑面积10120平方米，展厅面积4000余平方米,分为三个展厅，另有会议室、多功能厅、资料阅览室等设施。2008年3月28日起，免费对社会开放。2011年8月正式更名为永定河文化博物馆。
永定河文化博物馆以收藏、研究、展示历史、革命史、民俗文物、自然标本等为主，并传播科学知识、介绍推广科技成果的文化教育机构。永定河文化博物馆设有《平西抗日斗争史展》、《从历史走来的门头沟》两个基本陈列。馆藏文物及标本3400多件。还曾举办《走进新世纪的门头沟图片展》、《华影争艳迎奥运——全国皮影传统流派雕刻精品邀请展》等数十个专题展览。
永定河文化博物馆开展重点文物修复、地方史研究、永定河考察、古籍整理等活动。先后举办“地方生态博物馆建设研讨会”、“全国皮影传统雕刻艺术流派学术研讨会”等会议。创办《永定河文化》、《文博探索》、《文博之友》等学术期刊及小报；编辑出版《北京西派皮影遗珍》、清朝三部《永定河志》等书籍。博物馆还曾为青少年举办《神奇的昆虫帝国——昆虫模型制作》、纸影人制作、皮影表演等活动。
永定河文化博物馆曾获首都文明服务示范窗口、北京市校外先进集体、北京市语言文字工作先进集体、北京市爱国主义教育基地、北京市科普教育基地、北京市中小学生校外大课堂等称号。
2014年时，博物馆院内堆放有32块石碑，其中包括《固山贝子谥惠献福喇塔碑文》等。门头沟区文化委员会人员表示，门头沟区正在筹建碑林，建成后将把这些石碑安置其中，并且修复部分断裂破损的石碑。